# Lettere romaniane
Le lettere romaniane sono delle indicazioni presenti in uno spartito per specificare in modo più dettagliato come debba essere il suono. Il termine romaniane deriva da Romano: nome del monaco a cui si attribuisce l'invenzione di tali segni grafici.

## Storia
Una delle grandi innovazioni della musica medievale è l'elaborazione della scrittura neumatica sviluppata all'interno delle abbazie. Tale scrittura era composta da un insieme di segni per aiutare i cantori a ricordare con maggior precisione la direzione delle melodie da cantare. Erano infatti oltre 500 i canti da sapere per la messa senza contare i salmi ed era perciò impossibile poter sapere tutte le melodie a memoria. Alcuni numerosi esempi di queste scritture, le troviamo nelle biblioteche delle abbazie di San Gallo, di Metz e Chartres. 
Nei monasteri sono i monaci amanuensi che si incaricano di trascrivere in preziosi manoscritti le melodie dei canti sacri, usando e perfezionando il sistema di scrittura musicale e favorendo così la trasmissione e la conservazione del repertorio gregoriano. 
Nella notazione sangallese, a corredo della notazione neumatica, troviamo le  lettere romaniane. Secondo la tradizione, infatti, il cantore Romano (in latino Romanus) aggiunse lettere dell'alfabeto tra i neumi per fornire indicazioni sulla direzione della melodia. Tali lettere corrispondevano all'iniziale della parola. Ad esempio la lettera "A", sta per "altius" e indica di salire di tono con la voce; mentre la "I", che sta per "inferius", e indica di scendere di tono. 
Tali lettere, chiamate quindi Litterae Romanianae, inoltre, forniscono indicazioni anche sul ritmo: "C" ad esempio corrisponde a "celeriter" ovvero indica che bisogna aumentare la velocità del canto.
Le lettere romaniane risalgono al IX secolo, ma se ne attribuiva l'invenzione al leggendario cantore Romano che il papa Adriano I avrebbe mandato a Carlo Magno nel 790.